# Baños de la Encina
Baños de la Encina è un comune spagnolo di 2 686 abitanti situato nella comunità autonoma dell'Andalusia.